# Marijcke Visser
Marijcke Tjipke Visser (Amsterdam, 10 november 1915 - 24 september 1999) was een Nederlandse beeldhouwer en edelsmid.

## Leven en werk
Marijcke Visser is de dochter van de beeldhouwer Tjipke Visser (1876-1955) uit diens eerste huwelijk met Maria Hoeben. Ze leerde het vak van haar vader en bezocht het Instituut voor Kunstnijverheidsonderwijs (thans Gerrit Rietveld Academie) te Amsterdam.
Marijcke Visser woonde in Bergen (Noord-Holland), een groot deel van haar werk is echter in Friesland te vinden. Haar eerste opdracht kreeg ze toen ze als 38-jarige meedeed aan een prijsvraag van de gemeente Dokkum. Haar bronzen en stenen beelden zijn figuratief en geven vaak kinderen weer. Vissers zoon Bram van der Lyke werd ook beeldhouwer. In 1976-1977 werd in het Fries Museum in Leeuwarden een tentoonstelling gehouden rond het werk van Visser, haar vader en haar zoon.
Naast beeldhouwer was Visser edelsmid. Ze maakte onder andere sieraden. In 1955 creëerde ze een nieuwe ambtsketen voor de burgemeester van Bolsward. Visser moest haar werk stoppen, omdat ze reuma kreeg. Ze ging zich bezighouden met genealogie en bracht een aantal publicaties uit.

## Werken in de openbare ruimte (selectie)
- 1955: gevelplastiek reiger met jongen, Dokkum
- 1955: Strijd de goede strijd (herdenkingsteken), Sint Annaparochie
- 1957: jongen met vliegtuig, Akkrum
- 1959: Wonderbare visvangst, gevelplastiek school Lemmer
- 1962: mozaïek in het crematorium van Groningen
- 1965: gevelplastiek 'Aylva State', Witmarsum
- 1967: meisje met drie vogels, Beilen